# Invariant
I matematikken er en invariant en egenskab ved et objekt, som forbliver konstant under en bestemt operation. Invarianter benyttes i mange grene af matematikken blandt andet i algebra, topologi og geometri.

## Et eksempel
Følgende klassiske eksempel illustrerer princippet bag invarianter. Betragt et skakbræt, hvor to modstående hjørnestykker er blevet fjernet. Spørgsmålet er nu, om det er muligt at dække de resterende felter med dominobrikker, således at hver dominobrik optager to nabofelter.
Løsningen er, at dette ikke kan lade sig gøre, idet hver dominobrik vil udfylde både et mørkt og et lyst felt på skakbrættet, og da der er 32 lyse felter og kun 30 mørke, vil det derfor aldrig kunne lade sig gøre at dække brættet. Således er antallet af lyse felter, som er dækkede, i forhold til antallet af mørke felter, som er dækkede, en invariant under operationen, at man lægger en dominobrik på brættet.